# Lucas Schäfer (Ruderer)

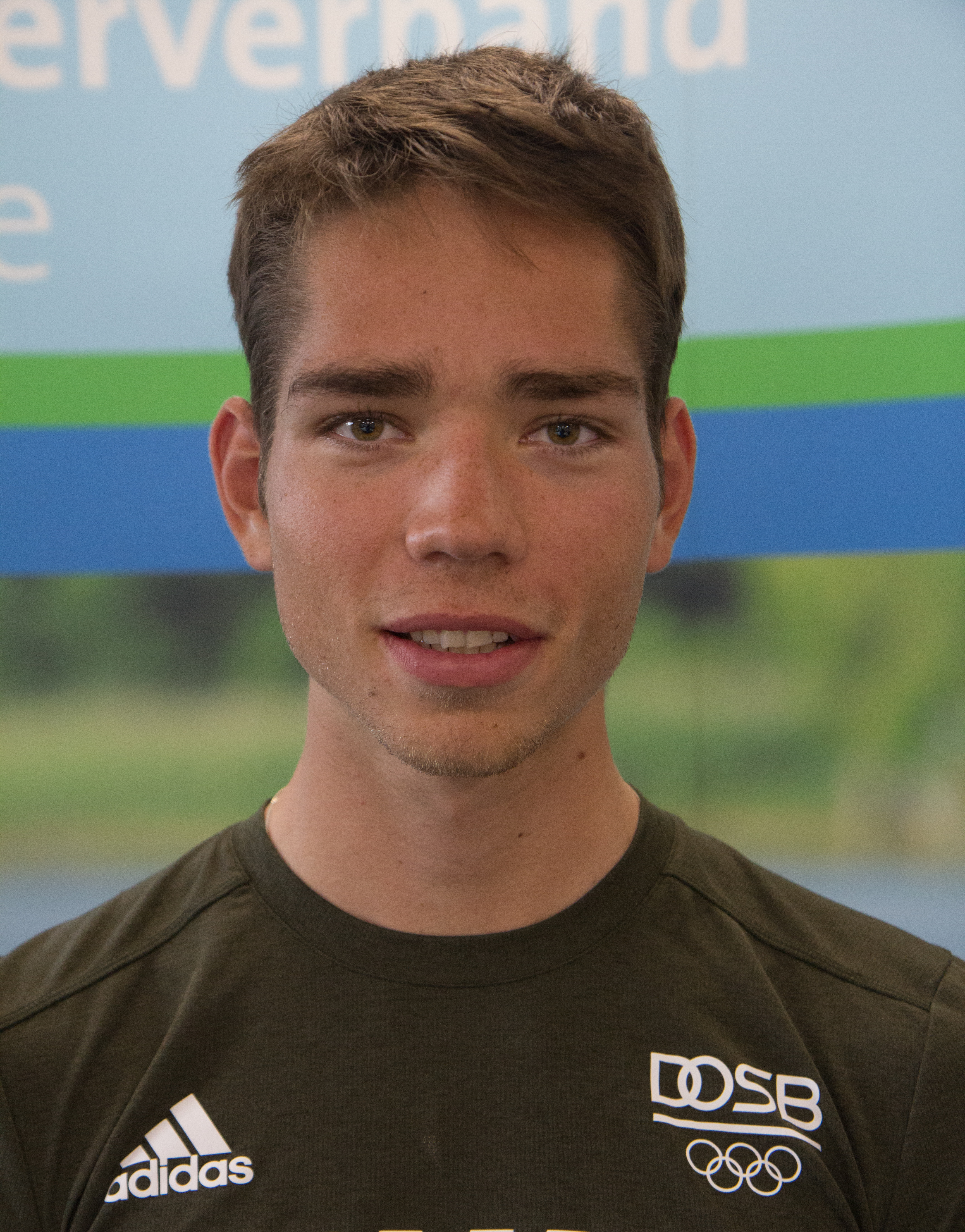
Lucas Schäfer, 2017

Lucas Schäfer (* 15. August 1994 in Marburg) ist ein deutscher Leichtgewichts-Ruderer.
Schäfer belegte bei den U23-Weltmeisterschaften 2014 den vierten Platz im Leichtgewichts-Vierer ohne Steuermann, 2015 erkämpfte er zusammen mit Felix Brummel, Sven Ditzel und Alexander Kevin Diedrich die Silbermedaille bei der U23-Weltmeisterschaft. 2016 gewann Schäfer zusammen mit Jonathan Koch, Tobias Franzmann und Lars Wichert die Bronzemedaille bei den Europameisterschaften in Brandenburg an der Havel hinter den Schweizern und den Briten. Kurz darauf qualifizierte sich der Leichtgewichts-Vierer in Luzern für die Teilnahme an den Olympischen Spielen in Rio de Janeiro. Drei Monate später erreichten die vier den neunten Platz bei den Olympischen Spielen in Rio de Janeiro.
Der 1,87 m große Lucas Schäfer begann in Marburg mit dem Rudersport, er startet für Rudern und Sport Steinmühle Marburg e. V. und studiert Ökotrophologie an der Justus-Liebig-Universität Gießen. Bis Ende 2010 ruderte er für den Marburger Ruderverein von 1911, ab Sommer 2010 auch beim Ruderclub Germania Düsseldorf beim dortigen Trainer Martin Strohmenger. Seit 2013 startet er als ehemaliger Schüler des Landschulheim Steinmühle für seinen jetzigen Verein.

## Erfolge
- 2014: 4. Platz U23-Weltmeisterschaften im Leichtgewichts-Vierer ohne
- 2015: 2. Platz U23-Weltmeisterschaften im Leichtgewichts-Vierer ohne
- 2016: 3. Platz Europameisterschaften im Leichtgewichts-Vierer ohne
- 2016: 2. Platz bei der olympischen Nachqualifikationsregatta im Leichtgewichts-Vierer ohne
- 2016: 9. Platz bei der olympischen Ruderregatta im Leichtgewichts-Vierer ohne
- 2017: 5. Platz Europameisterschaften im Leichtgewichts-Doppelzweier
- 2017: 6. Platz Weltmeisterschaften im Leichtgewichts-Doppelzweier
- 2019: 6. Platz Europameisterschaften im Leichtgewichts-Doppelvierer
- 2019: 14. Platz Weltmeisterschaften im Leichtgewichts-Einer